# Hueso grande
El hueso grande es un hueso de la muñeca, par, corto y esponjoso, cuboideo, formado por tres porciones: cabeza, cuello y cuerpo, con seis caras, de las cuales cuatro son articulares.
Es el tercer hueso de la segunda fila del carpo. Se articula con el escafoides, semilunar, trapezoide, ganchoso y segundo, tercer y cuarto metacarpianos.